# Парк „Розариум“ (Казанлък)
Парк „Розариум“ е емблематичен парк в гр. Казанлък, създаден в периода 1922 – 1923 г. Води името си от розовите насаждения в него.
Паркът е местна забележителност, място за почивка, чествания и културни събития.
През 2016 г. в парка е създадена картина във вид на роза от гюлови цветове на 72 000 рози по повод ежегодния „Празник на розата“ (май-юни).

## История
Паркът е създаден в периода 1922 – 1923 г. в мандата на кмета Стефан Папазов, на мястото на стари турски гробища.
През 2014 г. паркът претърпява цялостен ремонт и рехабилитация. Засадени са десетки нови видове дървета и декоративни рози, изградени са нови кътове за отдих и игра на деца, спортни площадки, фитнес на открито, цветни беседки, фонтан и безплатна Wi-Fi зона.

## Забележителности

### Музей на розата
В столицата на Розовата долина Казанлък, в пределите на парк „Розариум“, се намира Музеят на розата (преместен там юни 2016 г.), представящ отглеждането на маслодайна роза и розопроизводството по българските земи.

### Мемориален паметник
През 1934 г. на територията на парка се изгражда мемориален паметник, в чест на загиналите в Балканската и Първата Световна войни. Построен е за три години, с волни дарения на казанлъшки розотърговци и местни патриотични организации. През 2020 г. е възстановен и реставриран със средства от Министерство на отбраната.

### Паметник на Ботев
2015 г. е поставен първият паметник на Христо Ботев в Казанлък.
Бюст-паметникът е открит на 21 октомври 2015 г., по инициатива на Драгомил Иванов, и поставя началото на идеята за паметна алея. Общата стойност възлиза на 14 950 лв., осигурени изцяло от дарения. Бюст-паметникът е висок 2,50 м и е изработен от мрамор, камък и месинг. Негови автори са казанлъшките скулптори Иван Колев и Николай Фитков.

### Пластики
На главната алея са поставени пластиките „Роза“ и „Розов цвят“ (2018 г.) и „Вечно зелената клонка“ и „Пламък“ (2019 г.).